# Banco Delta Asia
La Banco Delta Asia (BDA) est une banque située à Macao. Elle fut accusée en 1994 de blanchiment d’argent pour le compte de la Corée du Nord, par le Trésor des États-Unis. L’affaire liée à cette banque met en avant les manipulations du gouvernement Bush pour faire tomber le régime nord-coréen.

## Historique
L’entreprise a été créée en 1935 par Au Wing-ngok, et était un bureau de change. Elle a changé de nom pour revêtir celui de « Hang Sang Bank » durant l’année 1972, puis elle a changé de nom une nouvelle fois en 1993 pour celui de « Banco Delta Asia » (le dernier changement de nom lui permettant de ne plus être confondue avec la Seng Heng Bank tenue par Stanley Ho).
À partir des années 1970, la BDA est le principal intermédiaire des opérations financières de la Corée du Nord, avec des sociétés peu transparentes comme la Zokwang Import & Export (comprenant une soixantaine d’employés dont une trentaine disposant de l’immunité diplomatique).

## Dirigeants
- 1935 - 1980 : Wing-ngok Au
- 1980 - 2000 (?) : Stanley Au (fils de Wing-ngok Au)

## Affaire des faux dollars de 1994
La BDA a prévenu les autorités de Macao qu’en juin 1994, 341 000 dollars en liquide ont été déposés sur trois comptes d’entreprises, dont deux ayant des relations d’affaires connues avec la Corée du Nord (Kwok Tou et San Hap General Trading). Et qu'à la suite d'un autre dépôt de banque de la Zokwang Trading sur le compte de la Korea United Development Bank dont les billets ont été cédés à la Republic National Bank de New York (par sa branche hongkongaise), le dirigeant a été prévenu qu’une partie des sommes étaient de la fausse monnaie. 
À la suite de ces découvertes la BDA a annulé les versements sur les comptes de Kwok Tou et San Hap General Trading et a informé les autorités. Les deux dirigeants, des comptes sur lesquels ont été effectués les versements, ont dit qu’ils ignoraient que les fonds étaient des faux.
Les autorités américaines ont fait savoir à Stanley Au qu'il était « encouragé à poursuivre ses opérations avec la Corée du Nord » du fait de son « esprit coopératif ».

## Affaire politico-financière Banco Delta Asia de 2005

### Contexte
À la suite des attentats du 11 septembre 2001, les États-Unis ont placé la Corée du Nord parmi les trois États faisant partie de « l’axe du mal ».
À la suite du retrait de la Corée du Nord en 2003 du traité de non-prolifération, s’engage une phase de pourparlers à six à partir de 2003 jusqu’en 2007, notamment avec les États-Unis.
En même temps que les pourparlers, les États-Unis accusent les Nord-coréens de continuer les essais nucléaires. Les États-Unis cherchent à réduire les sources de financement du régime nord-coréen et décident d'entreprendre des mesures dans cet objectif.

### Révélations
En 2005, le Wall Street Journal publie un article avec des sources américaines précisant que le Trésor américain soupçonnait trois entreprises bancaires situées à Macao d’être impliquées dans un circuit de blanchiment d’argent dans l’intérêt de la Corée du Nord,.

### Accusations américaines
Le 15 septembre 2005, le Trésor américain annonce que la BDA « fait l’objet de graves soupçons de blanchiment d’argent » et recommande aux établissements financiers américains de cesser leurs activités avec cette banque,. Le dirigeant Stanley Au déclara que les mises en cause du Trésor américain étaient des « plaisanteries » mais le jour suivant l’annonce par le Trésor américain, 20 % des dépôts (5 millions de dollars) furent retirés.
La BDA a été placée sous tutelle des autorités de Macao, les avoirs nord-coréens et des entreprises travaillant avec la Corée du Nord dans cette banque ont été gelés. Ce gel concerne 24 millions de dollars.
Le 27 octobre 2005, devant les autorités de Macao, Stuart Levey, sous-secrétaire du Trésor, annonce disposer de « preuves tangibles » de trafics de stupéfiants et d’activité de fausse monnaie par des Nord-coréens, mais aucune de ces preuves n'ont jamais été fournies.
Macao a ensuite fait appel à la société anglaise Ernest & Young pour auditer la société, son rapport a conclu à un manque de substance des affirmations américaines.
Ces mises en accusation américaines présentaient de réelles lacunes.
Le Trésor américain utilisera l’affaire des faux dollars de 1994 pour y retenir une « preuve de sa complaisance vis-à-vis d’activités illégales », à cela s’ajoutant le fait que l’un des clients de la BDA, la Tanchon Commercial Bank, était proche de l’APC, et fut ajoutée à la liste noire du Trésor américain.
Ces rumeurs, accusations et spéculations furent utilisées par l’ambassadeur américain pour qualifier la Corée du Nord d’« État criminel ».
Les Américains ont cherché à couper les sources de financement nord-coréen, allant jusqu’à criminaliser en 2006 toutes les transactions financières de la Corée du Nord.

#### Fiabilité des accusations américaines
Les accusations américaines ne sont pas robustes, les accusations d’activités de fausse monnaie et de blanchiment d’argent ne sont pas assorties de preuves. La Corée du Nord devenait soudainement un important créateur de fausse monnaie de très grande qualité. Les accusations sur la création et la diffusion de supernotes (fausses coupures de 100 dollars) par Sean Garland par l’entremise d’agents du KGB pour le compte de la Corée du Nord ne sont étayées par aucune preuve.

#### Cause des accusations américaines
Les conservateurs américains avait pour volonté de criminaliser la Corée du Nord, passant d’un État qualifié d’« État-voyou » à un « État-criminel », pour mieux faire échouer le processus des pourparlers à six.

#### Réactions de Pyongyang
La Corée du Nord a rejeté en bloc les accusations.

### Conséquences finales et dénouement
De peur des répliques américaines, les acteurs étrangers ont coupé leurs liens avec la Corée du Nord. Ces ruptures ont eu pour conséquence de mettre la Corée du Nord en grande difficulté financière,. D’autre part, l'image du pays s'est nettement dégradée.
Mais l’arrêt du programme nucléaire  nord-coréen ne fut pas obtenu. La Corée du nord a lancé le 5 juillet 2006 un missile balistique proche du Japon, qui prit en conséquence des mesures de rétorsions vis-à-vis de la Corée du Nord.
La résolution 1695 à l’ONU fut prise appelant à stopper le commerce de missiles et de matériel pour la fabrication d’armes de destruction massive.
Le 9 octobre 2005 la Corée du Nord a procédé à un essai nucléaire souterrain, une nouvelle résolution de l’ONU fut adoptée par la suite exhortant la Corée du Nord à revenir dans le TNP, de suspendre « son programme de missiles balistiques », de « mettre fin à ses programmes nucléaires », et appelant les pays membres de l’ONU à contrôler les marchandises en direction de la Corée du Nord.
Les États-Unis sont revenus dans le dialogue avec la Corée du Nord à la suite des échecs électoraux des conservateurs républicains (élections de mi-mandat) intervenus aux États-Unis, et à la suite de l’échec constaté de sa politique d’asphyxie du régime nord-coréen. Une session de pourparlers reprit du 19 au 22 décembre 2006 à Pékin mais elle fut un échec, cependant un dialogue bilatéral fut proposé par les États-Unis avec la Corée du Nord, qui eut lieu discrètement à Berlin du 16 au 18 janvier 2007. Un accord fut trouvé à la suite de ce dialogue bilatéral, la RPDC acceptait de désactiver son programme nucléaire en échange de fourniture d’énergie, et les États-Unis s’engageaient à normaliser leurs relations avec la Corée du Nord. Mais le processus s’enraya, et la Corée du Nord fit de nouveau un essai nucléaire le 25 mai 2009.